# Challenger de Heilbronn 2024
El torneo Heilbronner Neckarcup 2024 fue un torneo de tenis perteneció al ATP Challenger Tour 2024 en la categoría Challenger 100. Se trató de la 10.ª edición, el torneo tuvo lugar en la ciudad de Heilbronn (Alemania), desde el 3 hasta el 9 de junio de 2024 sobre pista de tierra batida al aire libre.

## Jugadores participantes del cuadro de individuales
| Preclasificado | País                | Jugador             | Rank1 | Posición en el torneo |
| 1              | Bandera de Alemania | Daniel Altmaier     | 83    | Segunda ronda         |
| 2              | Bandera de Alemania | Yannick Hanfmann    | 85    | Primera ronda         |
| 3              | Bandera de la India | Sumit Nagal         | 95    | CAMPEÓN               |
| 4              | Bandera de Alemania | Maximilian Marterer | 101   | Segunda ronda         |
| 5              | Bandera de Francia  | Luca Van Assche     | 103   | Semifinales           |
| 6              | Bandera de Colombia | Daniel Elahi Galán  | 106   | Primera ronda         |
| 7              | Bandera de España   | Albert Ramos        | 111   | Primera ronda         |
| 8              | Bandera de Austria  | Jurij Rodionov      | 139   | Segunda ronda         |

- 1 Se ha tomado en cuenta el ranking del 27 de mayo de 2024.

### Otros participantes
Los siguientes jugadores recibieron una invitación (wild card), por lo tanto ingresan directamente al cuadro principal (WC):
- Daniel Altmaier
- Yannick Hanfmann
- Marko Topo

Los siguientes jugadores ingresan al cuadro principal tras disputar el cuadro clasificatorio (Q):
- Nikoloz Basilashvili
- Daniel Dutra da Silva
- Felix Gill
- Peter Heller
- Daniel Masur
- Lasse Pörtner

## Campeones

### Individual Masculino
- Sumit Nagal derrotó en la final a  Alexander Ritschard por 6–1, 6–7(5), 6–3

### Dobles Masculino
- Romain Arneodo /  Geoffrey Blancaneaux derrotaron en la final a  Jakob Schnaitter /  Mark Wallner por 7–6(5), 5–7, [10–3]